# 난카이 전기 철도 2300계 전동차
난카이 전기 철도 2300계 전동차(일본어: 南海2300系電車)는 2005년부터 운행하고 있는 난카이 전기 철도의 전동차이다.
이 차량은 난카이 고야 선 운행에 투입할 목적으로 제작되었다. 전 편성이 도큐차량제조에서 제조되었다.

## 운행 노선
- 난카이 고야 선

## 참고 자료
- (일본어) 난카이 전기 철도 2300계 전동차 - 공식 웹사이트